# Дыма, Николай Фёдорович
Николай Федорович Дыма (род. 1 октября 1936 , село Пахаловка Славяносербского района Луганской области) — украинский советский деятель, 1-й секретарь Стахановского горкома КПУ Ворошиловградской (Луганской) области. Член Ревизионной Комиссии КПУ в 1986—1990 гг.

## Биография
Трудовую деятельность начал в 1954 году слесарем по ремонту вагонов вагонного депо станции Сентяновка Донецкой железной дороги. Служил в Военно-морском флоте СССР.
Член КПСС с 1959 года.
В 1962 году окончил Кадиевский горный техникум Луганской области.
С 1962 года работал электрослесарем, механиком, заведующим подземного электровозного гаража шахты имени XXII съезда КПСС Луганской области. В 1966—1969 гг. — подземный механик участка шахты № 8/8 бис Луганской области. В 1969—1971 г.. — главный энергетик, а в 1971—1975 гг. — секретарь партийного комитета шахты «Максимовская» города Кадиевки Ворошиловградской области.
Окончил Коммунарский горно-металлургический институт Луганской области, получил специальность горного инженера-электромеханика.
В 1975—1980 гг. — 2-й секретарь Кадиевского (Стахановского) городского комитета КПУ Ворошиловградской области.
В 1980—1981 гг. — председатель исполнительного комитета Стахановского городского совета народных депутатов Ворошиловградской области.
В 1981—1989 г.. — 1-й секретарь Стахановского городского комитета КПУ.
В 1989—2001 гг. — заместитель директора по качеству Стахановского коксохимзавода Луганской области.
С 2001 года — на пенсии в городе Стаханове (Кадиевке) Луганской области.

## Награды
- орден Трудового Красного Знамени
- орден Знак Почета
- медали
- кавалер знака «Шахтерская слава» I—III ст.
- почетный гражданин города Стаханова (Кадиевки)